# 낸시 카이스
낸시 카이스(Nancy Kyes, 1949년 12월 19일 ~ )는 미국의 조각가, 영화배우이다.

## 영화
- 할로윈 3 (1983년)
- 할로윈 2 - 저주받은 병실 (1981년)
- 안개 (1980년) - 샌디 파델 역
- 할로윈 (1978년)
- 분노의 13번가 (1976년)